# She's the Man
She's the Man är en amerikansk filmkomedi från 2006 i regi av Andy Fickman. Filmen är löst baserad på Shakespeares pjäs Trettondagsafton.
Filmen blev en hyfsad kommersiell framgång och tjänade 57 miljoner dollar mot en budget på 20 miljoner dollar.

## Handling
Viola Hastings går på Cornvall. Två veckor före skolstarten får skolans tjejfotbollslag besked om att laget ska läggas ner. Tjejerna vill då provspela för killaget men blir utskrattade. Killaget ska ha match om två veckor mot Illyria och har inte tid med att låta dem provspela eftersom tränaren anser att tjejer överhuvudtaget inte kan jämföras med killar. 
Sebastian är Violas tvillingbror och ska börja på Illyria men ska de två första veckorna utan föräldrarnas vetskap åka och spela med sitt band i London. Viola får då en idé. Under de här två veckorna ska hon låtsas vara Sebastian och söka in till Illyris skollag utklädd till Sebastian.
Efter ett tag på den nya skolan blir Viola kär i Duke, en rumskamrat och en fotbollsspelare i laget. Han gillar Olivia som gillar Sebastian (som egentligen är Viola). Den riktiga Sebastian är tillsammans med Monique som hatar Olivia. Olivia hänger med Duke för att göra Sebastian (Viola) svartsjuk. Och Duke tror hela tiden att Viola är en kille. 
Allt går egentligen bra tills den rätta Sebastian kommer hem en dag tidigare, dagen före matchen, utan Violas vetskap.

## Rollista (urval)
- Amanda Bynes - Viola Hastings
- Channing Tatum - Duke Orsino
- Laura Ramsey - Olivia Lennox
- James Snyder - Malcolm Feste
- Emily Perkins - Eunice Bates
- Alex Breckenridge - Monique Valentine
- James Kirk - Sebastian Hastings
- Robert Hoffman - Justin Drayton
- Vinnie Jones - Tränare Dinklage
- David Cross - Rektor Horatio Gold
- Julie Hagerty - Daphne Hastings
- John Pyper-Ferguson - Roger Hastings
- Brandon Jay McLaren - Toby
- Clifton MaCabe Murray - Andrew
- Jonathan Sadowski - Paul Antonio
- Amanda Crew - Kia
- Jessica Lucas - Yvonne
- Lynda Boyd - Cheryl
- Katie Stuart - Maria
- Robert Torti - Tränare Pistonek
- Mark Acheson - Vaktmästare